# Madrid Open 2024
Madrid Open 2024 a fost un turneu profesionist de tenis care s-a desfășurat pe terenuri cu zgură, în aer liber, în perioada 23 aprilie−5 mai 2024 la Caja Mágica din Madrid, Spania. A fost cea de-a 22-a ediție a evenimentului masculin și a 15-a ediție a evenimentului feminin și a fost clasificat ca eveniment ATP 1000 pe Circuitul ATP 2024 și eveniment WTA 1000 pe Circuitul WTA 2024.

## Campioni

### Simplu masculin
Pentru mai multe informații consultați Madrid Open 2024 – Simplu masculin

### Simplu feminin
Pentru mai multe informații consultați Madrid Open 2024 – Simplu feminin

### Dublu masculin
Pentru mai multe informații consultați Madrid Open 2024 – Dublu masculin

### Dublu feminin
Pentru mai multe informații consultați Madrid Open 2024 – Dublu feminin

## Puncte și premii în bani

### Distribuția punctelor
| Probă           | C    | F   | SF  | QF  | Runda 4 | Runda 3 | Runda 2 | Runda 1 | Q   | Q2  | Q1  |
| Simplu masculin | 1000 | 650 | 400 | 200 | 100     | 50      | 30*     | 10      | 20  | 10  | 0   |
| Dublu masculin  | 1000 | 600 | 360 | 180 | 90      | 0       | N/A     | N/A     | N/A | N/A | N/A |
| Simplu feminin  | 1000 | 650 | 390 | 215 | 120     | 65      | 35*     | 10      | 30  | 20  | 2   |
| Dublu feminin   | 1000 | 650 | 390 | 215 | 120     | 10      | N/A     | N/A     | N/A | N/A | N/A |

### Premii în bani
| Probă           | C        | F        | SF       | QF       | Runda 4 | Runda 3 | Runda 2 | Runda 1 | Q2      | Q1     |
| Simplu masculin | €963,225 | €512,260 | €284,590 | €161,995 | €88,440 | €51,665 | €30,255 | €20,360 | €11,820 | €6,130 |
| Simplu feminin  | €963,225 | €512,260 | €284,590 | €161,995 | €88,440 | €51,665 | €30,255 | €20,360 | €11,820 | €6,130 |
| Dublu masculin* | €391,680 | €207,360 | €111,360 | €55,690  | €29,860 | €16,320 | N/A     | N/A     | N/A     | N/A    |
| Dublu feminin*  | €391,680 | €207,360 | €111,360 | €55,690  | €29,860 | €16,320 | N/A     | N/A     | N/A     | N/A    |

*per echipă